# Dario José dos Santos
Dario José dos Santos (Rio de Janeiro, 4 maart 1946) is een voormalig Braziliaans voetballer, beter bekend als Dario of Dadá Maravilha.

## Biografie
Dario begon zijn carrière in 1965 bij de jeugd van Campo Grande, een kleine club uit Rio, die nog maar enkele jaren in de hoogste klasse van het Campeonato Carioca gespeeld had. Zijn stijl en talent werd echter al snel opgemerkt en in 1968 ging hij voor Atlético Mineiro spelen. Daar had hij zo'n succes dat de toenmalige Braziliaanse president Emilio Garrastazu Médici zelfs aan de bondscoach Mário Zagallo vroeg om hem op te nemen in de selectie voor het WK 1970. Hij viel een wedstrijd tegen Paraguay in voor de geblesseerde Tostão, maar kon geen indruk maken, waarop Tostão zijn basisplaats al snel terugkreeg. Nadat hij in 1970 al staatskampioen geworden was met Atlético Mineiro won hij in 1971 ook de landstitel, het was het eerste seizoen van de Série A, hij scoorde zelfs de beslissende goal tegen Botafogo en werd dat seizoen met vijftien treffers ook topschutter van de competitie. Ook het volgende seizoen werd hij topschutter, al haalde Atlético toen niet de eindstrijd. In 1973 maakte hij de overstap naar Flamengo. Na een korte terugkeer bij Atlético ging hij in 1975 voor Sport do Recife spelen en won met de club ook de staatstitel.
In 1976 ging hij voor Internacional uit Porto Alegre spelen en won ook hier de staatstitel mee en later ook de landstitel. Hij scoorde de eerste goal in de finale tegen Corinthians en werd met zestien goals opnieuw topschutter. Hij ging in 1977 naar Ponte Preta, maar speelde daar niet zoveel wedstrijden doordat hij herstellende was van een longontsteking.
1 Félix ·
2 Brito ·
3 Piazza ·
4 Carlos Alberto  ·
5 Clodoaldo ·
6 Marco Antônio ·
7 Jairzinho ·
8 Gérson ·
9 Tostão ·
10 Pelé ·
11 Rivellino ·
12 Stinghen ·
13 Roberto ·
14 Baldocchi ·
15 Fontana ·
16 Everaldo ·
17 Joel ·
18 Paulo Cézar Caju ·
19 Edu ·
20 Dario ·
21 Zé Maria ·
22 Leão ·
Coach: Zagallo